# Myrocarpus leprosus
Myrocarpus leprosus är en ärtväxtart som beskrevs av Pickel. Myrocarpus leprosus ingår i släktet Myrocarpus och familjen ärtväxter. Inga underarter finns listade i Catalogue of Life.